# Immensee
Immensee es una localidad de la comuna suiza de Küssnacht am Rigi, en el Cantón de Schwyz.
Se encuentra situada en el norte de la comuna, junto al lago de Zug.
Como principales atractivos turísticos cuenta con vistas al lago de Zug.

## Transportes
Ferrocarril
Existe una estación ferroviaria en la localidad, donde efectúan parada trenes de cercanías de una línea de la red S-Bahn Lucerna.